# Markus Ostermair

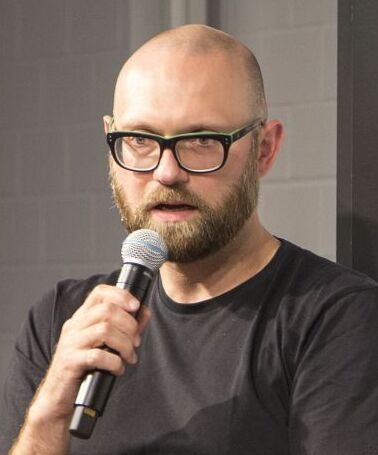
Markus Ostermair, 2022

Markus Ostermair (* 5. August 1981 in Tegernbach bei Pfaffenhofen an der Ilm) ist ein deutscher Schriftsteller. Die Geschichte seines Debütromans Der Sandler spielt im Obdachlosenmilieu, das Ostermair aus seinem ehrenamtlichen Engagement kennt. Das später mehrfach prämierte Buch wurde bereits während der Entstehungsphase gekürt, als literarische Annäherung an einen Obdachlosen „in all seinen Widersprüchen“.

## Werdegang
Aufgewachsen ist Ostermair in Tegernbach bei Pfaffenhofen an der Ilm. Das Gymnasium verließ er nach der Mittleren Reife, um eine kaufmännische Ausbildung aufzunehmen. Ab 2001 hat Ostermair seinen Zivildienst bei der Evangelischen Bahnhofsmission in München absolviert, wo er sich mit dem Thema Obdachlosigkeit befasste. Anschließend engagierte er sich ebendort neun Jahre lang ehrenamtlich in Nacht- und Wochenenddiensten.
Zur Literatur kam Ostermair nach dem Zivildienst. Als Leser beging er den zweiten Bildungsweg und unternahm per Anhalter Reisen durch Europa. Ein Studium zum Lehramt Gymnasium für Deutsch und Englisch nahm er 2005 an der Ludwig-Maximilians-Universität München auf. Gegen Ende des Studiums begann er mit dem Schreiben, „aus einem Gefühl des Mangels heraus“. Er nahm an der Bayerischen Akademie des Schreibens teil und lernte unter anderem bei den Autoren Karl-Heinz Ott, Annette Pehnt, Thomas Lehr und den Lektoren Angelika Klammer, Lars Claßen und Lina Muzur. Ab 2010 wurden wiederholt Texte von ihm veröffentlicht. 2012 schloss Ostermair sein Studium ab. Seitdem arbeitete er als Übersetzer, Texter und Lehrer für Englisch und Deutsch als Fremdsprache. Er ist Mitglied des PEN Zentrum Deutschland und gehörte im Juni 2022 zu den Mitgründern des PEN Berlin.
Aufbauend auf seinen Erfahrungen im Obdachlosenmilieu, arbeitete Ostermair acht Jahre an seinem Romandebüt.
Ostermair lebt in München.

## Auszeichnungen & Stipendien
- 2015 Literaturstipendium der Landeshauptstadt München[1]
- 2016 viermonatiges Residenzstipendium auf Schloss Wiepersdorf, zuerkannt vom Ministerium für Wissenschaft, Forschung und Kultur des Landes Brandenburg[11]
- 2017 Finalist beim 25. Open Mike, Haus für Poesie Berlin[12]
- 2019 Kulturförderpreis der Stadt Pfaffenhofen a. d. Ilm, als einer der bisher nur sehr wenigen Schriftsteller. Ostermair erklärte bei der Preisverleihung, dass er mit seinem Roman „auf der Zielgeraden“ angekommen sei, „da kommt der Preis genau richtig“.[2]
- 2019 Eintrag in das Goldene Buch der Stadt Pfaffenhofen a. d. Ilm[2]
- 2020 Tukan-Preis für den Roman Der Sandler,[13] Laudatio von Clemens Pornschlegel[14]
- 2021 Bayerischer Kunstförderpreis für Literatur[15] für Der Sandler
- 2021 Nominiert für den Uwe-Johnson-Förderpreis[5]
- 2021 Shortlist des Debütpreises des Buddenbrookhauses mit Der Sandler[16]

## Veröffentlichungen
- Der Schäfer (= Sandra Uschtrin [Hrsg.]: Federwelt: Zeitschrift für Autorinnen und Autoren. Band 84). Uschtrin Verlag, 2010, ISSN 1439-8362, S. 44–46.
- Karl Maurers Streifzug (= Literaturwerkstatt Berlin [Hrsg.]: Open Mike – Wettbewerb für junge Literatur: Die 20 Finaltexte. Band 25). Allitera Verlag, München 2017, ISBN 978-3-96233-008-8, S. 87–91.
- Dunkle Fenster (= Fiktiver Alltag e. V. [Hrsg.]: Am Erker. Zeitschrift für Literatur. Band 74). Daedalus Verlag, 2017, ISSN 0721-0493, S. 5–10.
- Roman: Osburg Verlag (Hrsg.): Der Sandler. Osburg Verlag, Hamburg 2020, ISBN 3-95510-229-7.
- Essay: Versuch über das Unbehagen – über Herkunft und Repräsentation. In: Christiane Lembert-Dobler et al. (Hrsg.): Ruiniert Euch! – Literatur, Theater, Engagement. Starfruit publications, 2021, ISBN 3-922895-46-8.

## RomanDer Sandler

### Hintergrund
Ostermair war sich bewusst, dass Obdachlose in der Literatur „gesichtslose Nebenfiguren“ darstellen. Aus „Trotz“ begann er gerade deshalb über sie zu schreiben. Ungeachtet seines Romans von öffentlichem Interesse, ist dem Autor bewusst, dass Obdachlose „nach wie vor keine Stimme“ haben.

„Literatur muss dorthin schauen, wo die Menschen verstummen, und nach Gründen dafür suchen.“

Das Wort Sandler im Titel des Romans ist eine eher abfällige süddeutsche Bezeichnung für einen Obdachlosen. Soziale Ungleichheiten führen dazu, dass immer mehr Menschen auf der Straße leben müssen. Mit einer hohen Dunkelziffer kann man davon ausgehen, dass die Zahl der Obdachlosen in den Großstädten steigt. Oftmals wird Obdachlosigkeit romantisiert, als freiheitsliebende, naturverbundene Lebensform. Vielmehr ist sie seit Jahrhunderten geprägt von Armut, von Bettelverboten im öffentlichen Raum, von Unterdrückung und Erniedrigung. Denn ihre Existenz ist für die Gesellschaft schmerzhaft. Obdachlose erinnern daran, wie schnell es gehen kann, kein Heim mehr zu haben.

„Der Sandler [ist] kein Roman‚ über Obdachlosigkeit, sondern ein Roman über jene Welt […], in der Obdachlose fabriziert werden […].“

Der Autor kennt die Obdachlosen-Szene aus seiner Zeit als Zivildienstleistender in München. Er hat um die acht Jahre an diesem Roman gearbeitet, weil er „das ganze Panorama“ der Obdachlosen in München abbilden wollte und nicht nur eine Person. Der Veröffentlichungszeitpunkt lag inmitten der COVID-19-Pandemie, in der viele Menschen durch den Lockdown ihr Zuhause neu bewerteten. Das Buch ist mit einer Startauflage von 3.000 Exemplaren bei einem kleinen unabhängigen Buchhaus erschienen, dem Hamburger Osburg Verlag. Trotz des ungewöhnlichen Themas und des kleinen Verlags stieg der Roman in der Ausgabe 3/2021 als höchster Neueinsteiger auf Platz 14 des SPIEGEL-Rankings Belletristik-Hardcover ein. Insgesamt hielt sich das Buch drei Wochen unter den Top 20 und erreichte mit Platz 12 seinen höchsten Rang. 2021 veröffentlichte die Bayerische Landeszentrale für politische Bildungsarbeit einen Sonderdruck für Schulen.

### Handlung
Die Geschichte des Romans erstreckt sich über sechs Tage und Nächte. Der Roman folgt mehreren Personen. Die Hauptcharaktere sind Karl, Lenz und Kurt. Karl war früher Mathe-Lehrer und Familienvater, bis er eine Schuld auf sich geladen hat, die ihn in den Alkoholismus trieb und schließlich auf die Straße. Seitdem kämpft er mit sich selbst, doch weder von Schuld noch von der Flasche kann er sich befreien. Der Roman beginnt mit einem inneren Monolog Karls. Seine Gedanken beginnen mit einem Verbot sich selbst gegenüber. Der Leser verbringt die ersten 250 Seiten mit Karl zumeist draußen. Zu Fuß mäandert er zwischen Suppenküchen, Kleiderkammern, Bahnhofsmission, Notunterkünften, Schlafstätten unter Brücken und in Parks. Karl beschreibt seine Umwelt mit einem trockenen, gnadenlosen Humor. Ihm ist die Scham längst derart in die Seele gedrungen, dass er sie kaum noch als eigenes Gefühl wahrnimmt. Doch das größte Problem ist weder Schmutz noch Scham, sondern die zähe Zeit.
Der Obdachlose Lenz besitzt eine Wohnung, die er aufgrund seiner psychischen Erkrankung nicht mehr bewohnt. Er streunert als ein Zettelschreiber und Utopist durch die Straßen, am Ende seiner Kräfte. Auszüge aus seinen Zetteltexten begleiten den Leser durch das gesamte Buch. Bevor Lenz Suizid begeht, sucht er vergeblich seinen Freund Karl, um ihm seine Zettel und vor allem den Wohnungsschlüssel zu vermachen. Karl hat sich nahezu zeitgleich entschieden, alle Bemühungen auf sich zu nehmen, um das Leben auf der Straße hinter sich zu lassen.

„[…] einen Ort, wo es keine Pappschachteln mehr bräuchte, und keinen Schlafsack […]“

Just in dem Moment erreicht ihn eine Nachricht vom mittlerweile verstorbenen Lenz. Der Leser wünscht Karl, dass er sich dauerhaft dort niederlassen kann. Karl zögert jedoch, die Wohnung zu betreten. Zu ungewohnt ist es ihm, sich dauerhaft innen aufzuhalten.
Die dritte Hauptperson Kurt hat Karl in der Vergangenheit das Gesicht zerschnitten. Nun wurde Kurt aus dem Gefängnis entlassen. Er neigt zu plötzlichen Gewaltausbrüchen. Kurt sucht ein Dach über dem Kopf, schläft bei wechselnden Bekannten. Als sich Karl zur neuen Wohnung aufmacht, wird Kurt misstrauisch, weil sich Karl in einem fremden Bezirk herumtreibt, noch dazu mit einem Schlüssel. Es beginnt ein Zweikampf um eine Wohnung, ein Stück Leben, um ein Ziel.
Kurt versucht sich mit Gewalt Zutritt zur Wohnung zu verschaffen. Karls Gegenwehr hält Stand, bis sein Angreifer von einer Nachbarin vertrieben wird. Doch Karl zweifelt, ob er die Wohnung in Anbetracht der Bedrohung nicht wieder verlassen sollte. Was Karl nicht weiß, ist, dass am selben Abend Kurts Leben endet, woran die Nebenrolle Mechthild nicht ganz unschuldig scheint. Ob Karl den Wechsel in ein sesshaftes Leben schafft, überlässt der Autor dem Leser. Entweder zieht ihn der Strudel seiner Erinnerungen erneut hinunter in seine ganz persönliche, alkoholgetränkte Unterwelt. Oder die Flut seiner Erinnerungen stärken ihn und geben ihm zum ersten Mal seit Jahren Kraft, Schritt für Schritt ein neues Leben zu wagen.

### Rezensionen
Im Text ist zu spüren, dass Ostermair persönliche Erfahrung mit dem Thema hat. Die Rezensenten sind sich einig, dass es Ostermair gelingt, den Obdachlosenen eine Stimme, Gesichter, Biographien und ihre Würde zu geben. Dieser Respekt zeugt von erzählerischer Sorgfalt und hoher Moral. Der Roman ist politisch und poetisch bemerkenswert.
Es ist erkennbar, dass der Autor seinen Text wieder und wieder durchgearbeitet hat, weil jedes Wort an seinem Platz sitzt. Ostermairs Sprache wird als präzise und körperlich beschrieben. Mal poetisch und mal rau. Ostermair beschreibt mit Anteilnahme und Neugier, in einer schlüssigen Erzählweise und ausgefeilten Sprache. Clemens Pornschlegel vergleicht Ostermair sprachlich mit Alfred Döblin, Karl Philipp Moritz, Georg Büchner und Oskar Maria Graf.
Der Autor nimmt sich dem Thema Obdachlosigkeit mit gesunder Anteilnahme, mit nüchternem Blick und bewertungsfrei an. Ein Roman über dieses Milieu könnte leicht voyeuristisch werden, aber ebenso wie Obszönitäten sucht man das in dem Roman vergeblich. Der Autor will nicht schockieren oder ekeln, sondern berichtet von der Wirklichkeit der Figuren. Der Roman macht ein selbstzufriedenes Mitleid und Überlegenheitsgefühl gegenüber Obdachlosen unmöglich. Die Obdachlosen werden von ihm nicht verurteilt. Das Leben auf der Straße wird ehrlich geschildert, es ist hart, schonungslos und sehr gefährlich.
Der Roman liest sich beinahe dokumentarisch. Der Roman schildert vielstimmig die soziale Realität der Betroffenen. Die Details, die Ostermair über das Leben der Obdachlosen schildert, sind vielseitig. Er beschreibt Rechtlosigkeit, Misstrauen und Angst. Doch in der Körperlichkeit sind wir alle gleich. Vom Alltag beschreibt er unruhigen Schlaf, Alkohol als Strategie, die Not zu betteln, den Zustand unsichtbar zu sein und die Langeweile auszuhalten. Die Folge der chronischen Scham ist das Verstummen. So begründete auch die Jury des Tukanpreises, dass Ostermair für die Sprachlosigkeit der Obdachlosen eine angemessene und anspruchsvolle Form gefunden hat. Was die Süddeutsche Zeitung positiv als „wirklichkeitsgesättigt“ formuliert, beschreiben Kritiker als fast zu dicht und bilderreich. Kritische Stimmen fordern vom Leser etwas Ausdauer. Manche Erzählstränge und Charaktere werden zu verästelt ausgeführt, so dass der Leser sich in den wechselnden Perspektiven erst zurechtzufinden müsse. In all dieser Bildkraft berühren anderenorts die fiktiven Charaktere. Sie scheinen so leibhaftig, dass man meint, ihnen in der Realität begegnen zu können. Das Vorhalten eines eigenen Spiegels für den Leser gelingt Ostermair wie beiläufig.
Die Süddeutsche Zeitung nennt den Roman auch einen wichtigen Text über München, der die wohlhabende Stadt komplettiert. Er bildet ein eindrucksvolles Gegenbild zur Münchener Schickeria.

„Die Sätze rücken einem unmittelbar auf den Leib, man geht danach anders durch die Stadt.“

Das Fazit, das man aus dem Roman ziehen könne sei, dass Obdachlosigkeit in erster Linie keine private Schuld sei. Und dass die Obdachlosen inmitten der ordentlichen bürgerlichen Welt leben. An diesem Roman wird es laut der taz lange Zeit kein Vorbeikommen geben, wenn von Obdachlosigkeit in Deutschland die Rede ist. „So informiert“, urteilte Clemens Pornschlegel, „hat man über das Leben der Obdachlosen noch nicht gelesen.“